# Östra Hoby distrikt
Östra Hoby distrikt är ett distrikt i Simrishamns kommun och Skåne län. 
Distriktet ligger vid kusten söder om Simrishamn. 

## Tidigare administrativ tillhörighet
Distriktet inrättades 2016 och utgörs till en del av det område Simrishamns stad omfattade till 1971, delen som före 1969 utgjorde Östra Hoby socken.
Området motsvarar den omfattning Östra Hoby församling hade vid årsskiftet 1999/2000.